# Великоремезьонське сільське поселення
Вели́коремезьо́нське сільське поселення (рос. Большеремезёнское сельское поселение) — муніципальне утворення у складі Чамзінського району Мордовії, Росія. Адміністративний центр — село Великі Ремезьонки.

## Історія
Станом на 2002 рік існували Великоремезьонська сільська рада (села Велике Ремезьонки, Красногорне) та Маломаресевська сільська рада (село Мале Маресево, присілок Малі Ремезьонки).
17 травня 2018 року було ліквідовано Маломаресевського сільське поселення, його територія увійшла до складу Великоремезьонського сільського поселення.

## Населення
Населення — 709 осіб (2019, 739 у 2010, 822 у 2002).

## Склад
До складу поселення входять такі населені пункти:
| Населений пункт           | Населення, осіб (2002) | Населення, осіб (2010) |
| ------------------------- | ---------------------- | ---------------------- |
| Великі Ремезьонки, село   | 481                    | 452                    |
| Красногорне, село         | 65                     | 63                     |
| Мале Маресево, село       | 234                    | 188                    |
| Малі Ремезьонки, присілок | 42                     | 36                     |